# Delta (Utah)
Delta es una ciudad en el condado de Millard, estado de Utah, Estados Unidos. Según el censo de 2000, la población era de 3.209 habitantes.

## Geografía
Delta se encuentra en las coordenadas 39°21′11″N 112°34′25″O / 39.35306, -112.57361.
Según la oficina del censo de Estados Unidos, la ciudad tiene una superficie total de 8,2 km². No tiene superficie cubierta de agua.

## Demografía
Según el censo de 2000, había 3.209 habitantes, 1.006 casas y 780 familias residían en la ciudad. La densidad de población era 393,3 habitantes/km². Había 1.106 unidades de alojamiento con una densidad media de 135,6 unidades/km².
La máscara racial de la ciudad era 94,61% blanco, 0,06% afroamericano, 0,97% indio americano, 0,12% asiático, 0,28% de las islas del Pacífico, 3,15% de otras razas y 0,81% de dos o más razas. Los hispanos o latinos de cualquier raza eran el 10,10% de la población.
Había 1.006 casas, de las cuales el 48,6% tenía niños menores de 18 años, el 65,3% eran matrimonios, el 9,0% tenía un cabeza de familia femenino sin marido, y el 22,4% no eran familia. El 20,8% de todas las casas tenían un único residente y el 10,2% tenía solo residentes mayores de 65 años. El promedio de habitantes por hogar era de 3,15 y el tamaño medio de familia era de 3,71.
El 38,7% de los residentes era menor de 18 años, el 8,2% tenía edades entre los 18 y 24 años, el 24,3% entre los 25 y 44, el 18,1% entre los 45 y 64, y el 10,7% tenía 65 años o más. La media de edad era 28 años. Por cada 100 mujeres había 103,4 hombres. Por cada 100 mujeres de 18 años o más, había 94,9 hombres.
El ingreso medio por casa en la ciudad era de 37.773$, y el ingreso medio para una familia era de 43.952$. Los hombres tenían un ingreso medio de 37.340$ contra 21.369$ de las mujeres. Los ingresos per cápita para la ciudad eran de 13.273$. Aproximadamente el 10,1% de las familias y el 13,0% de la población estaban por debajo del nivel de pobreza, incluyendo el 16,5% de menores de 18 años y el 5,4% de mayores de 65.

## Economía
Una fuente principal de ingresos para Delta es la celtral eléctrica llamada Intermountain Power Project o I.P.P. También llamada Intermountain Power Service Corporation o I.P.S.C. Esta central eléctrica produce energía gracias al carbón. Abastece de energía a gran parte del condado de Los Ángeles en California. 
Otro elemento de la economía del condado de Millard son las excavaciones de fósiles. Los fósiles de trilobites son relativamente comunes en la región oeste de Delta (parte de Wheeler Shale). Al menos una compañía situada cerca de Antelope Springs permite a los visitantes extraer sus propios fósiles a cambio de un dinero.
- Datos: Q482416
- Multimedia: Delta, Utah / Q482416

1. ↑  Zip Data Maps, código ZIP n.º 84624.